# 小行星3948
小行星3948（3948 Bohr）是一颗绕太阳运转的小行星，为主小行星带小行星。该小行星于1985年9月15日发现。

## 轨道参数
小行星3948的轨道半长轴为2.2623090 UA，离心率为0.195。